# Роналд Гросарт Матичек
Роналд Гросарт Матичек (мађ. Grossarth-Maticek Ronald; Будимпешта, 19. јун 1940) мађарски је психолог и академик, инострани члан састава Српске академије науке и уметности од 23. октобра 1997.

## Биографија
Завршио је докторат филозофије из области психологије на Универзитету у Хајделбергу 1973. године и докторат из медицинских наука на Универзитету у Београду 1991. Радио је као професор на Универзитету у Хајделбергу, као оснивач и директор Института за превентивну медицину и медицинску психологију Универзитета у Хајделбергу 1990—2006. и као директор међувладиног програма Европског центра за мир и развој Универзитета за мир Уједињених нација од 2007. Одржао је предавање „Индивидуална и друштвена решења проблема кроз саморегулацију: Значај за превентивну медицину, спорт, економију и привреду” у Српској академији науке и уметности 22. октобра 2003. Почасни је доктор Универзитета у Београду 2002. године.

## Радови
- Grossarth-Maticek, Ronald (1975). Anfänge anarchistischer Gewaltbereitschaft in der Bundesrepublik Deutschland (на језику: немачки). Bonn-Bad Godesberg: Hohwacht. ISBN 9783873530416.
- Grossarth-Maticek, Ronald (2003). Autonomietraining. Gesundheit und Problemlösung durch Anregung der Selbstregulation (на језику: немачки). Berlin: De Gruyter. ISBN 9783110814576.
- Ronald Grossarth-Maticek, Hans Jürgen Eysenck, Greg J. Boyle: Method of test administration as a factor in test validity: the use of a personality questionnaire in the prediction of cancer and coronary heart disease. In: Behaviour Research and Therapy, Volume 33, Issue 6, July 1995, page 705-710
- Grossarth-Maticek, Ronald; Kiene, Helmut; Baumgartner, Stephan M.; Ziegler, Renatus (2001). „Einsatz von Iscador, ein Extrakt der europäischen Mistel (Viscum album), zur Krebsbehandlung: Prospektive nicht-randomisierte und randomisierte Matched-Pair-Studien eingebettet in eine Kohortenstudie” (PDF). Merkurstab (на језику: немачки). Архивирано из оригинала (PDF) 01. 05. 2018. г. Приступљено 11. 04. 2022.
- Grossarth-Maticek, Ronald (2006). „Ergebnisse einer prospektiven, randomisierten Verlaufsstudie zur Erforschung der Wirksamkeit eines Nahrungsergänzungsmittels in Bezug auf subjektive Befindlichkeit und Veränderung physischer Risikofaktoren”. Erfahrungsheilkunde (на језику: немачки). Haug. 52 (8): 497—508. doi:10.1055/s-2003-41226.
- Grossarth-Maticek, Ronald; Fintelmann, Volker; Grossarth-Fintelmann, Fernando C.; Hamm, Michael; Hardewig-Budny, Bettina (2006). Ganz einfach gut leben. Krebsvorbeugung mit Leib und Seele (на језику: немачки). Trostberg: Erdl. ISBN 978-3925249655.
- Ziegler, Renatus; Grossarth-Maticek, Ronald (јун 2010). „Individual Patient Data Meta-analysis of Survival and Psychosomatic Self-regulation from Published Prospective Controlled Cohort Studies for Long-term Therapy of Breast Cancer Patients with a Mistletoe Preparation (Iscador)”. Evidence-Based Complementary and Alternative Medicine (на језику: енглески). 7 (2): 157—66. PMC 2862937 . PMID 18955332. doi:10.1093/ecam/nen025.
- Grossarth-Maticek, Ronald (1979). Kognitive Verhaltenstherapie – Rauchen Übergewicht Emotionaler Stress [Smoking, Overweight, Emotional Stress]. Cognitive behavior therapy. Hamburg: Springer. ISBN 9783642813382.
- Grossarth-Maticek, Ronald (2015). Kompetent Gesund. Krankheitsentstehung und Gesundheitsentwicklung im psychophysischen System. Das Autonomietraining als Prävention. Tredition (на језику: немачки). Hamburg. ISBN 9783732323982.
- Krankheit als Biographie. Ein medizinsoziologisches Modell der Krebsentstehung und -therapie. Köln: Kiepenheuer & Witsch. 1979. ISBN 9783462013481.
- Grossarth-Maticek, Ronald; Jürgen Eysenck, Hans (1990). Prophylactic effects of psychoanalysis on cancer-prone and coronary heart disease-prone probands, as compared with control groups and behaviour therapy groups. Journal of Behaviour Therapy and Experimental Psychiatry. 21. стр. 91—99. PMID 2273076. doi:10.1016/0005-7916(90)90014-c.
- Radikalismus. Untersuchungen zur Persönlichkeitsentwicklung westdeutscher Studenten. Schriftenreihe des Instituts fur Konfliktforschung. Basel: Karger. 1979. ISBN 978-3-8055-3035-4.
- Grossarth-Maticek, Ronald (новембар 1982). Revolution der Gestörten?. Quelle + Meyer.[2]
- Grossarth-Maticek, Ronald (2003). Selbstregulation, Autonomie und Gesundheit. Krankheitsfaktoren und soziale Gesundheitsressourcen im sozio-psycho-biologischen System (на језику: немачки). Berlin: De Gruyter. ISBN 9783110174953.
- Grossarth-Maticek, Ronald; Jürgen Eysenck, Hans (1995). „Self-regulation and mortality from cancer, coronary heart disease, and other causes: A prospective study”. Personality and Individual Differences. 19 (6): 781—795. doi:10.1016/S0191-8869(95)00123-9.
- „Synergetische Präventivmedizin. Strategien für Gesundheit” (PDF) (на језику: немачки). Hamburg: Springer. 2008.
- Grossarth-Maticek, Ronald (1999). Systemische Epidemiologie und präventive Verhaltensmedizin chronischer Erkrankungen – Strategien zur Aufrechterhaltung der Gesundheit (на језику: немачки). Berlin: De Gruyter. ISBN 9783110805789.
- Grossarth-Maticek, Ronald; Stierlin, Helm (1998). Krebsrisiken – Überlebenschancen. Wie Körper, Seele und soziale Umwelt zusammenwirken (на језику: немачки). Heidelberg: Carl-Auer-Systeme. ISBN 978-3896705341.